# Gare de Medicine Hat
La gare de Medicine Hat est une gare ferroviaire canadienne à Medicine Hat, en Alberta.  Elle est citée Gare ferroviaire patrimoniale en 1991.

## Histoire

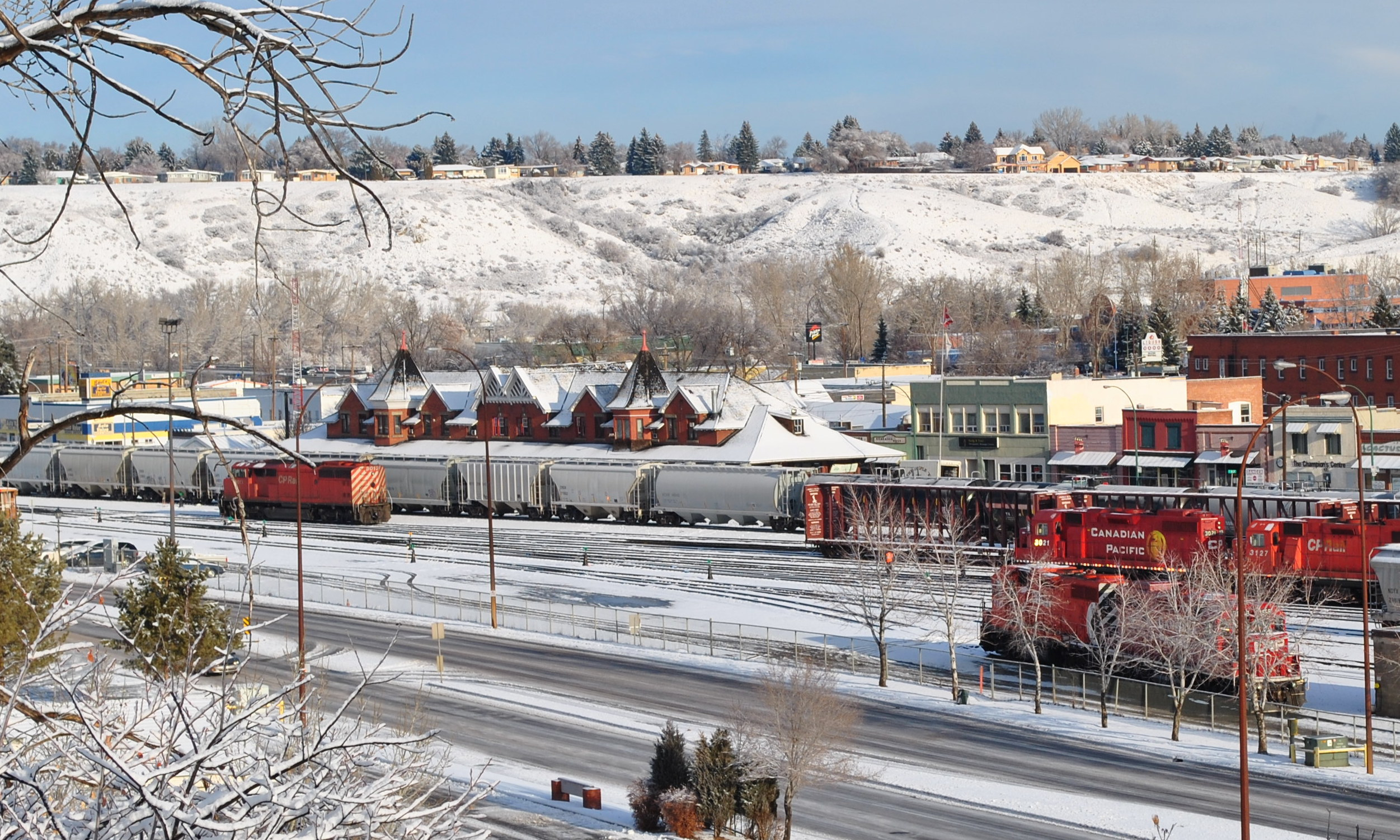
Gare de triage en face du bâtiment, 2009.

L'établissement de Medicine Hat est liée à l'arrivée du Canadien Pacifique; elle sera facteur déterminant dans l'aménagement de la ville. Des arpenteurs du chemin de fer arrivent sur les lieux au printemps de 1883 et décident l'emplacement du chevalet de chemin de fer, du parement et de la gare. Des entreprises et des résidences rayonnent de la gare, dans un état structuré et bien pensé et non en
en "chaos désordonné" que connaissent d'autres villages du chemin de fer. Les chemins principaux sont en parallèle à la voie ferrée, constituant le cœur commercial de Medicine Hat.
Entre le milieu des années 1890 et la Première Guerre mondiale  ont été les "années de formation" pour Medicine Hat et pour le Canada en général. Une croissance démographique rapide et une augmentation dans l'activité commerciale forment un boom économique pour la ville. Ceci demande l'agrandissement de la petite gare en bois sur les lieux datant des 1880s .
La présente gare est un bâtiment à un étage et demi construite en 1906 puis élargie en 1911-1912. La gare est construite selon l'architecture de style château . Un jardin est établi au sud de la gare pour fournir des 'jolies vues' pour le passage des trains. Ce jardin du CPR de Medicine Hat était unique en comparaison avec d'autres jardins du chemin de fer ; les passagers avaient l'occasion d'explorer la flore variée du sud de l'Alberta sur les lieux. Elle contenait aussi un ours grizzly du nom de Nancy qui  était enfermé dans le jardin pour le plaisir des clients, mais un "incident malheureux" a exigé que l'ours soit tué .
La première ligne téléphonique est arrivée à Medicine Hat en 1890, reliant la caserne de la Police montée du Nord-Ouest à la gare .

## Patrimoine ferroviaire
La gare est construite en brique rouge locale de Medicine Hat et en grès brut de Calgary.